# Сатавал
Сатавал (англ. Satawal) — атолл в Тихом океане в архипелаге Каролинские острова. Является частью Федеративных Штатов Микронезии и административно входит в состав штата Яп. Самый восточный из островов Яп.

## География
Остров вытянут на 2 км с юго-запада на северо-восток, его ширина — 0,8 км, наивысшая точка — 5 м. площадь — 1,3 км². Поверхность острова покрыта кокосовыми пальмами и хлебным деревьями.

## История
В 1815 году на Сатавал, как и на все Каролинские острова, обрушился тайфун, вызвавший разрушения. Было принято решение о переселение на остров Сайпан. Вождь Агаруб из клана Гатолиюл, и вождь Нугушул с атолла Элато попросили разрешения на переселение  у испанского губернатора Фаральона де Мединильи. Каролинцам было разрешено переселиться, дабы управлять фермами со скотом.

## Население
В 2000 году на острове проживало около 531 человек. Сатавальцы знамениты своими мореходными традициями; из стволов хлебного дерева здесь издревле изготавливали мореходные лодки.